# AJS Model 30-serie
De AJS Model 30-serie was een kleine serie 600cc-motorfietsen die het Britse merk AJS produceerde van 1956 tot 1959. De machines waren bijna identiek aan de Matchless G11. Matchless en AJS behoorden beiden tot Associated Motor Cycles, dat door middel van badge-engineering identieke modellen onder beide merknamen aanbood.

## Voorgeschiedenis
AMC leverde in de jaren vijftig aanvankelijk vooral eencilinders, zoals de 350cc-Matchless Model G3-serie / AJS Model 16-serie en de 500cc-Matchless Model G80-serie / AJS Model 18-serie. Toen kort na de Tweede Wereldoorlog Triumph de Triumph Speed Twin en BSA de BSA A7 tweecilinders op de markt brachten, reageerde Matchless in 1948 met de 500cc-Matchless G9, die vooral was bestemd voor de Verenigde Staten, maar vanaf 1949 ook in Europa te koop was. Deze G9, identiek aan het AJS Model 20, had als voordeel dat er een behoorlijke achtervering aan boord was, waardoor de wegligging veel beter was dan die van de Triumph en de BSA. Toch sloeg de concurrentie al in 1950 een nieuwe slag, toen de 650cc-Triumph 6T Thunderbird en BSA A10 op de markt kwamen. AMC reageerde daar niet op, waardoor de Amerikaanse importeur Frank Cooper in arren moede op eigen initiatief de 550cc-Matchless G9B ontwikkelde.

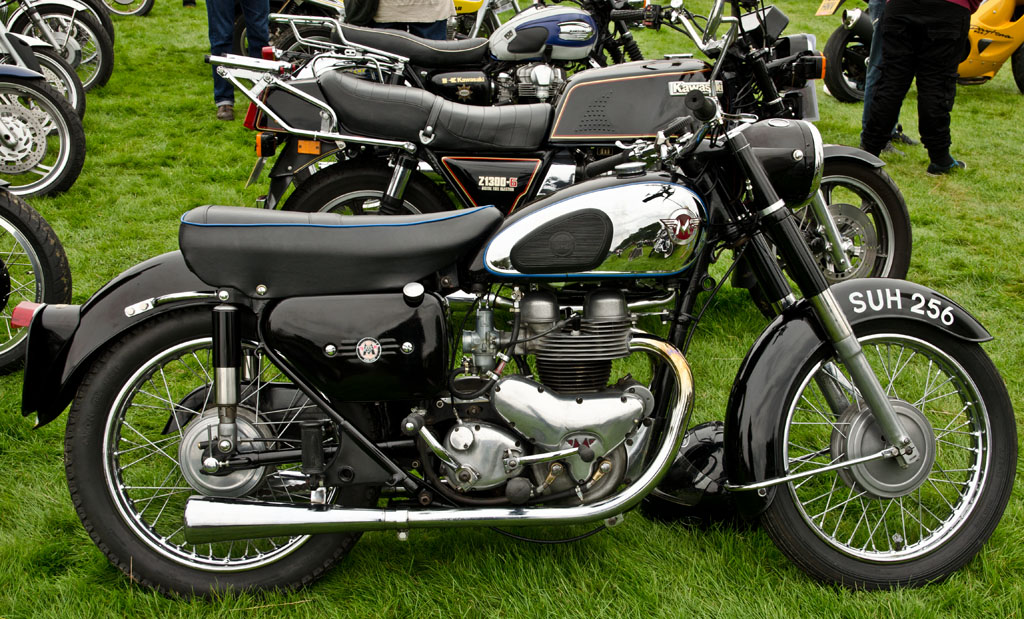
de vrijwel identieke Matchless G11

## AJS Model 30
Pas in 1956 bracht Associated Motorcycles de 600cc-modellen Matchless G11 en AJS Model 30 uit. Constructeur Phil Walker boorde het Model 20 zes millimeter op, zodat de boring op 72 mm kwam. De slag bleef gelijk: 72,8 mm, waardoor de motor bijna vierkant was en de cilinderinhoud op 592,8 cc kwam. Daar bleef het niet bij: het grotere vermogen vereiste een derde krukaslager, waarmee de motor afweek van de Britse concurrentie. Het Model 30 profiteerde van de samenwerking met Norton, dat in 1953 was opgenomen in de AMC-Group en de Burman-versnellingsbak verving door een eigen exemplaar. Uiterlijk week het Model 30 niet erg af van het Model 20. Wel was het plaatstalen deksel van de primaire ketting vervangen door een aluminium deksel dat geschroefd was. Het oude deksel zat vast met een klemband die het oliebad waarin de ketting liep niet goed binnenboord hield. Journalist Vic Willoughby van The Motor Cycle onderwierp de identieke Matchless G11 in 1958 aan een zware test. Op het circuit van de Motor Industry Research Association reed hij met de G11 bijna 165 km in één uur, een prestatie waar ook de 650cc-modellen van de concurrentie een puntje aan konden zuigen. Het betrof hier wel een sportversie die door monteur Jack Williams gebouwd was en die waarschijnlijk de CS/CSR-kwalificaties had. 

### Motor
De motor was een luchtgekoelde 498,1cc-paralleltwin met twee laagliggende nokkenassen, een voor en een achter de cilinder. Hij had een slag van 72,8 mm, terwijl de boring 72 mm bedroeg. Er was een dry-sump smeersysteem toegepast. De enkele carburateur was een Amal 376/8 en de ontsteking verliep via een Lucas K2F-magneet. De motor werd gestart door een kickstarter die op de losse versnellingsbak zat. 

### Transmissie
De aandrijving verliep via een primaire ketting die in een oliebad liep, een meervoudige natte plaatkoppeling, een Norton-vierversnellingsbak en een secundaire ketting die een open kettingscherm had. 

### Rijwielgedeelte
De G11 had een semi-dubbel wiegframe, met een enkele buis die vanaf het balhoofd naar de onderkant van het motorblok liep en daar in tweeën werd gesplitst. Voor was de door AMC zelf ontwikkelde Teledraulic-telescoopvork gemonteerd, achter twee AMC-veer/demperelementen. Beide wielen waren voorzien van trommelremmen.

## Model 30 CS
In 1957 verscheen het Model 30 CS (Competition Scrambler). Zoals de naam al zegt was de CS bedoeld als scrambler, vooral voor de motorcross in Canada en de Verenigde Staten, maar zeker ook voor de desert races in Californië, Nevada en Arizona. De machine werd net als het Model 30 geleverd met 19 inch velgen, maar met kleinere, aluminium spatborden waarvan het voorste plaats bood aan een 21 inch velg. De machine kreeg het speciale frame van de crossmodellen en ook de kleinere 9-liter tank. Voor wedstrijdgebruik kon de koplamp snel verwijderd worden. Van de CS werden waarschijnlijk minder dan 500 exemplaren gebouwd. Vrijwel al deze machines gingen naar Canada en de VS. De belangrijkste oorzaak van de lage productieaantallen was de introductie van de 650cc-Matchless G12 / AJS Model 31 in hetzelfde jaar.

## Afbeeldingen

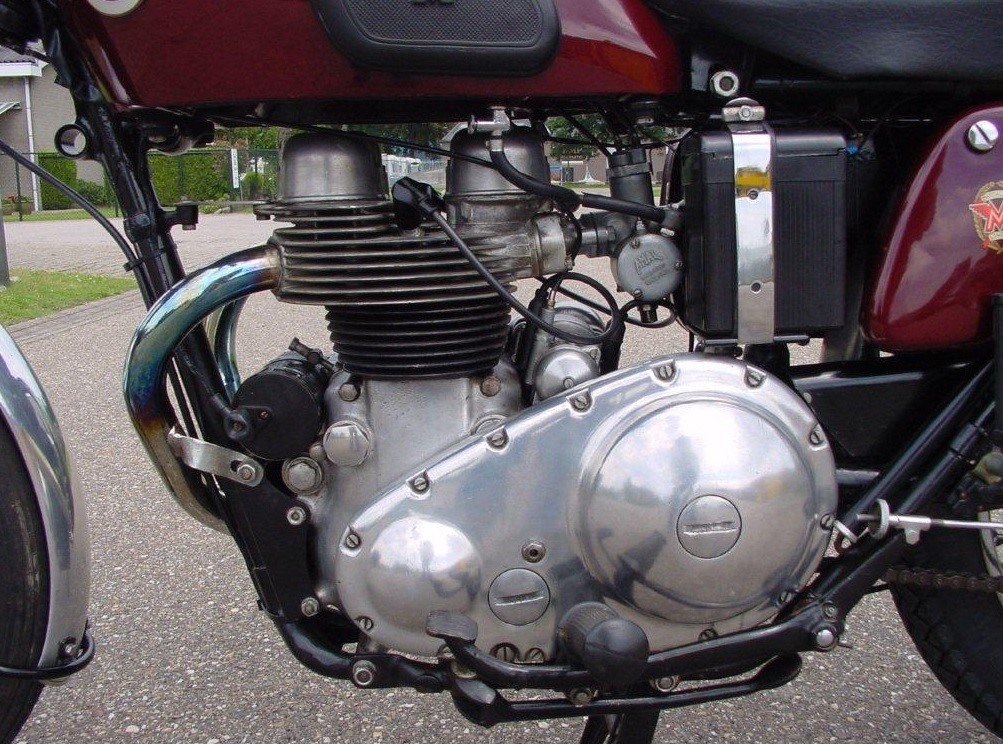
Linkerkant van het motorblok. Een verbetering ten opzichte van het Model 20 was het geschroefde, aluminium deksel van de primaire aandrijving. Het oude, plaatstalen exempaar met klemband wilde nog weleens lekken.
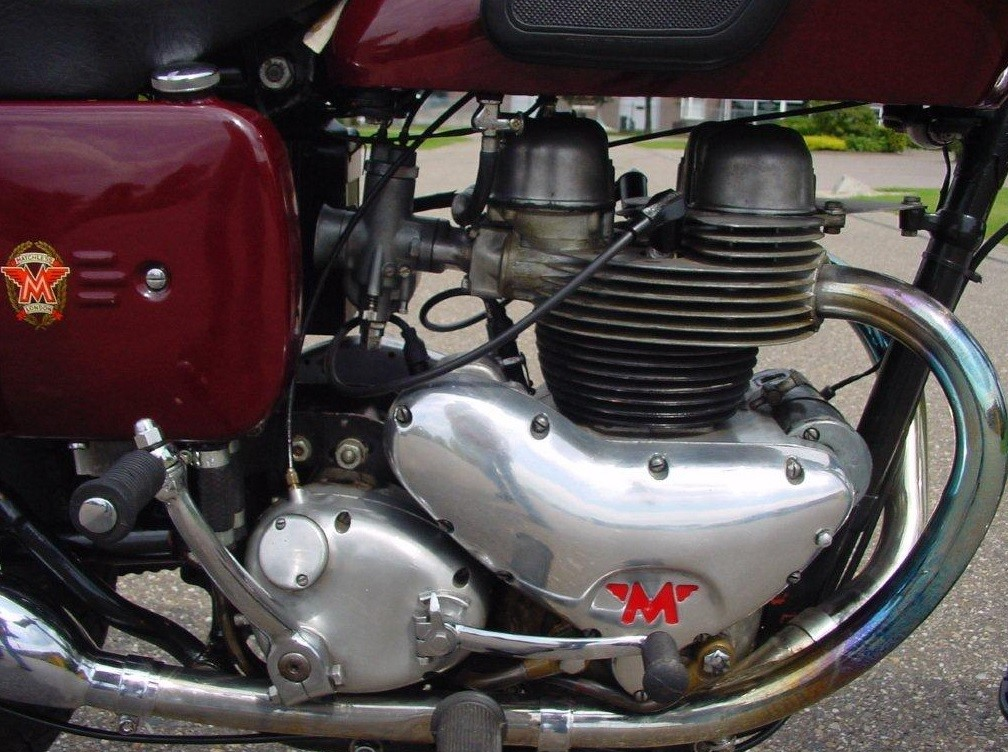
Rechterkant van het motorblok, met de enkele Amal-carburateur, de Norton-versnellingsbak en (linksboven) de olietank.